# 松烟镇 (余庆县)
松烟镇，是中华人民共和国贵州省遵义市余庆县下辖的一个乡镇级行政单位。

## 行政区划
松烟镇下辖以下地区：
松烟社区、松烟村、大松村、二龙村、觉林村、友礼村、中乐村和新台村。